# Comuna Kõpu
Kõpu este o fost comună (vald) din Județul Viljandi, Estonia.
24 octombrie 2017 Kõo, Suure-Jaani, Kõpu și Võhma, sa alăturat unei noi comună Comuna Sakala de Nord.